# Contro il giorno
Contro il giorno è il sesto romanzo di Thomas Pynchon, pubblicato negli Stati Uniti a otto anni di distanza dal precedente, Mason & Dixon.

## Trama
La narrazione, divisa in cinque parti, è un vero e proprio dedalo di colpi di scena e digressioni, e presenta una quantità tale di personaggi che risulta arduo riassumerla; è pertanto possibile soltanto esporre una sinossi parziale che evidenza gli avvenimenti principali.
Parte prima - La luce sulle praterie
Stati Uniti, 1893, Esposizione mondiale Mondiale di Chicago. La White City Investigations chiede al comandante dell'aeronave a idrogeno Inconvenience, di proprietà dei Compari del Caso, di accogliere a bordo un agente per collaborare dal cielo alla sicurezza antiterrorismo della Fiera.
A spasso per la Fiera, i Compari incontrano il prof. Heino Vanderjuice dell'Università di Yale, al quale il miliardario Scarsdale Vibe ha chiesto di fermare lo scienziato Nikola Tesla, intenzionato a produrre immensi quantitativi di energia elettrica gratuita. Secondo Vibe questo significherebbe la fine del libero scambio.
L'agente inviato a bordo dell'Inconvenience è Lew Basnight, che si è fatto una fama come specialista in anarchici, infiltrandosi ai raduni dei lavoratori, per i quali la White City Investigations nutre un sospetto patologico.
I Compari conoscono anche Merle Rideout, la cui moglie Erlys Snidell è fuggita con l'illusionista Luca Zombini abbandonando al padre figlia Dally appena nata.
Vagabondando in cerca di lavoro, mentre è accampato all'aperto attira l'attenzione di un certo Webb Traverse, convinto che Merle maneggi nitroglicerina.
Webb Traverse organizza un attentato a un ponte ferroviario per danneggiare i padroni delle miniere. La sua risposta alla domanda “Come può un uomo mettere una bomba che costerà delle vite innocenti”? è “Non esiste una borghesia innocente”. Lavorando nelle miniere insieme ai due figli maschi, ha accumulato rancore contro i padroni, ricevendo in cambio una sistematica persecuzione.
Kit Traverse, figlio terzogenito di Webb, assiste il 4 luglio 1899 all'esperimento di Nikola Tesla a Colorado Springs; qui attrae l'attenzione di Foley Walker, guardia del corpo del magnate Scarsdale Vibe alla ricerca di giovani talenti da far studiare nelle università della East Coast. L'offerta di Vibe costringe il giovane Kit a litigare con il padre, che nel miliardario vede solo un nemico di classe. Kit rompe con la famiglia.
Nuova missione per i Compari del Caso: l'Inconvenience vola fino a un'isola vulcanica dell'Oceano Indiano, il punto antipodale di Colorado Springs, per verificare cosa succede durante l'esperimento di Tesla il 4 luglio.
Parte seconda - Spato d'Islanda
L'Inconvenience raggiunge l'Islanda, dove ha luogo un convegno cui partecipano scienziati esperti di Luce e di Ætere, tra i quali l'esploratore Fleetwood Vibe, figlio di Scarsdale. Lo spato d’Islanda, presente anche altrove in giacimenti misti, si trova sull'isola boreale al suo stato più puro. Kit Traverse ha l'impressione che il vecchio mecenate Scarsdale Vibe stia cercando un erede fuori dalla propria linea di discendenza, dal momento che è deluso dai figli.
Webb Traverse litiga con l'ultima figlia rimasta in casa, Lake, e si affeziona al giovane collega Deuce Kindred, senza sospettare che sia un agente del padronato. Deuce rapisce, tortura e assassina Webb: i suoi figli Frank e Reef giurano vendetta.
Lew Basnight si trova coinvolto negli scioperi di minatori nel Coeur d'Alene. Poco per volta matura un sentimento contraddittorio nei confronti degli anarchici, impressionato dalla violenza della repressione, che assume la forma di una guerra civile tra due eserciti organizzati. Gli uomini del padronato spesso sono criminali ricercati in altri Stati per violenza contro la proprietà. Lew si scopre a accarezzare fantasie dinamitarde e lascia l'impiego e si imbarca per l'Inghilterra, dove entra in contatto con l'Ordine V.A.T.I., Veri Adoratori del Tetraktys Ineffabile, che sostiene l'esistenza di mondi paralleli collegati da portali. A Londra conosce 
Miss Yashmeen Halfcourt e lo spasimante di questa, Clive Crouchmas.
I Compari del Caso arrivano con l'Inconvenience a Venezia, con la missione di rintracciare il leggendario Itinerario Sfinciuno, una mappa delle vie commerciali che dopo Marco Polo si aprirono verso l'Asia centrale. L'Itinerario appare solo se la mappa viene osservata con un anamorfoscopio che corregge l'immagine distorta, più o meno lo stesso effetto ottenuto con i cristalli birifrangenti di spato d'Islanda.
Lake, la figlia di Webb Traverse, incontra l'assassino Deuce Kindred nel locale dove lavora come cameriera, e in breve si sposano. Suo fratello Frank si trasferisce a Telluride, la prima città degli USA interamente illuminata a energia elettrica, al cui progetto ha collaborato anche suo fratello Kit. Qui conosce Merle Rideout, che adesso lavora per i padroni delle miniere, ed è un colpo di fulmine con sua figlia Dally oramai adolescente. La ragazza parte per New York; Frank le raccomanda di mettersi in contatto con suo fratello Kit che studia a Yale, Boston.
Il fascino dell'università si è appannato agli occhi di Kit. Ha l'impressione di vedere intorno a sé le spie del suo mecenate Scarsdale Vibe che lo controllano. Il suo insegnante prof. Vanderjuice gli consiglia di proseguire i suoi studi in Germania. Scarsdale Vibe deve rassegnarsi a vederlo partire; è ancora incerto se, dopo avere commissionato l'eliminazione del dinamitardo anarchico Webb Traverse, debba continuare con lo sterminio della sua famiglia; per ora la sua vendetta migliore è stata sottrarre Kit all'influenza di quel mondo che lui detesta in maniera quasi religiosa.
A New York, Dally Rideout conosce per caso il mago Zombini e ritrova sua madre Erlys; i tre partono insieme per un tour in Europa, prima tappa Venezia dove Zombini conta di trovare, sull'Isola degli Specchi, il rimedio a certi effetti di un numero di illusione ottica con l'impiego di spato d'Islanda, che a quanto pare ha causato il vero e proprio sdoppiamento fisico di alcuni soggetti di esperimento.
Reef Traverse gira in lungo e in largo il West alla ricerca di un posto di lavoro; e ovunque vada trova l'occasione per un attentato dinamitardo nello stile di suo padre, per non dimenticare il conto ancora in sospeso con Deuce. Ovunque è in corso una vera e propria battaglia tra i minatori anarchici e i proprietari spalleggiati dalla polizia. Un anarchico catalano lo convince che il futuro degli esperti di esplosivi è in Europa, dove si scavano tunnel ferroviari sotto le montagne. Dopo l'assassinio del presidente McKinley in un attentato dinamitardo, non è aria per gli anarchici negli Stati Uniti: Reef si imbarca per l'Europa.
Dopo la partenza della figlia Dally per New York, Merle Rideout si licenzia dalla miniera, e partecipa a un convegno sui viaggi nel tempo al quale sono presenti anche i Compari del Caso. Questi entrano in contatto con Mister Ace, sedicente rappresentante degli Sconfinanti, esuli fuggiti dal futuro verso il passato a causa della fine del capitalismo, a seguito dell'esaurimento delle risorse del pianeta. Un partecipante al convegno rientra da un viaggio nel tempo nientemeno che con l'Itinerario Sfinciuno, che mette a disposizione dei Compari. A questo punto l'Inconvenience riceve l'ordine di salpare immediatamente per l'Asia centrale.
Parte terza - Bilocazioni
I Compari del Caso si imbarcano su un vascello subdesertico che si inabissa sotto la sabbia dell'Asia interna, dove sono convinti di trovare la città perduta di Shambhala con i suoi tesori, consultando l'Itinerario Sfinciuno con una lente di spato d'Islanda. Tuttavia, più seguono l'itinerario lungo sepolte città veneto-asiatiche e più i dettagli sembrano sfuocati. 
Nel frattempo i padroni hanno vinto praticamente dappertutto nel West, e il sindacato è in ritirata. Frank Traverse scopre di provare sentimenti per Estrella, la moglie separata di suo fratello Reef, la quale adesso vive con il figlio Jesse
Con il tempo l'ambiente accademico di Cambridge viene a noia a Yashmeen, più interessata a problemi matematici; decide di andare a studiare in Germania, a Gottinga; qui conosce Kit Traverse, arrivato per lo stesso motivo dall'America. I due si recano in pellegrinaggio alla tomba del matematico Bernhard Riemann, presso Intra. Incontrano Reef che lavora come esperto di esplosivi al tunnel del Sempione; i fratelli hanno l'occasione di vendicarsi sul mandante della morte del padre: anche Scarsdale Vibe si trova infatti in Italia, a Venezia.
Sbarcata a Venezia con la famiglia Zombini, Dally Rideout decide di fermarsi a viverci per sempre perché si innamora del pittore futurista Andrea Tancredi.
Parte quarta - Contro il giorno
Foley Walker arriva a Venezia e riferisce al suo superiore Scarsdale Vibe, nella città lagunare come collezionista d'arte, che Kit è scomparso. Foley comincia a nutrire risentimento contro il suo capo per gli incarichi illegali che continua a affidargli. I fratelli Traverse tendono un attentato a Vibe che dovrebbe partecipare a un ballo, ma chi ci va di mezzo è il pittore Andrea Tancredi, l'amore di Dally Rideout, ucciso dalle guardie del miliardario. Kit fugge attraverso la penisola balcanica e il Mar Nero, poi raggiunge Kashgar in Asia centrale, dove conosce Auberon Halfcourt, padre di Yashmeen. Costui affida a Kit una missione in Siberia, durante la quale il giovane vive un'esperienza mistica: il 30 giugno 1908, alle ore 7:17, la zona di Tunguska è sconvolta da un avvenimento inspiegabile, probabilmente l'esplosione aerea di un meteorite. Dall'alto si può osservare la forma a farfalla, o di ali d'angelo, della zona di boscaglia bruciata dall'evento. Praticamente tutti nel mondo sperimentano qualcosa di insolito. L'equipaggio dell'Inconvenience, sospeso sopra una città della Cina occidentale, vede strapparsi il cielo, e la città diroccata sotto di loro rinasce: palazzi con cupole d'oro, giardini, ricche abitazioni. Tutti pensano a Shambhala, e immaginano che la responsabilità dell'evento di Tunguska sia degli Sconfinanti. 
Dopo il fallito attentato a Scarsale Vibe, Reef salva Yashmeen da un tentativo di rapimento: i due iniziano una relazione molto passionale. Si spostano in Francia, mantenendosi con i segreti matematici contenuti nel Quaderno dei mascherati, che insieme alle conoscenze matematiche di Yashmeen permette loro di vincere alla roulette nei Casino di mezza Europa. 
Dopo la morte del suo amante pittore, Dally raggiunge Londra e diventa modella di sculture di angeli per tombe cimiteriali. Entrata in contatto con i servizi segreti, viene spedita con una scusa a Costantinopoli via Orient Express. Kit Traverse, in viaggio di ritorno dopo la sua avventura asiatica, sventa un tentativo di rapimento di Dally da parte di due sicari turchi sul treno che viaggia in direzione inversa. La passione dei due ragazzi, che si erano conosciuti sul transatlantico dall'America, si riaccende.
In Messico la rivoluzione di Francisco Madero è arrivata al potere, ma deludendo molti dei suoi seguaci e provocando aperte ribellioni come quella di Emiliano Zapata nel sud del paese. Anche nel nord è in corso un tentativo rivoluzionario di Pascual Orozco, ai cui seguaci è aggregato Frank Traverse. Orozco viene sconfitto nella battaglia di Casas Grandes e ucciso; Frank Traverse rimane ferito; il successivo colpo di Stato e l'assassinio di Madero lo convincono a cambiare aria. Riesce a lasciare il Messico e raggiunge Denver, dove scopre che Scarsdale Vibe si trova in Colorado per arringare gli industriali a organizzarsi contro lo sciopero dei minatori. Decide di portare a termine ciò che non è riuscito a Reef a Venezia: vendicarsi sul mandante dell'assassinio di Webb Traverse. L'ostacolo più grosso potrebbe essere Foley Walker, ma al momento dell'attentato è proprio la guardia del corpo a uccidere il milionario, a causa del rancore accumulato negli anni.
La situazione politica europea si complica perché l'Austria si annette la Bosnia, scoppia la prima guerra mondiale. I Compari del Caso raggiungono l'Africa, dove una fantastica corrente ascensionale solleva l'aeronave a altezze mai raggiunte, fino a che discendono in un'Altra Terra, l'Antichthon pitagorica , che a ogni modo è stranamente simile alla Terra. Da questo punto della narrazione in poi, è possibile che tutto si svolga sull'Altra Terra e non nel nostro mondo.
Dopo la fine della Prima guerra mondiale, Lew Basnight torna negli Stati Uniti e apre un'agenzia investigativa a Los Angeles. Un giorno durante un'indagine incappa in Lake Traverse e Deuce Kindred, che adesso lavora come guardia per una casa di produzione cinematografica in lotta contro il sindacato. Deuce viene arrestato dalla polizia e condannato a morte per una serie di omicidi seriali.
Parte quinta - Rue du départ
Reef Traverse e Yashmeen tornano a vivere in America, dove si ricongiungono con Frank che adesso vive insieme a Stray. Dahlia e Kit si sposano nel 1915 e vivono a Torino, dove lui lavora come ingegnere nelle fabbriche di aeroplani da guerra; l'idillio dura due anni, poi durante la crisi seguita alla disfatta di Caporetto il loro rapporto si incrina. Dally fugge a Parigi. Una strana ombra sembra seguire Kit ovunque, ha la forma di una porta ortogonale che un giorno lo attira dentro di sé per trasferirlo istantaneamente a Parigi, dove riprende contatto con la moglie. L'Inconvenience torna infine sulla Terra, ma forse l'Antiterra è proprio questa.

## Personaggi
Stabilire una gerarchia di personaggi all'interno di una narrazione così vasta non è semplice: di seguito sono indicati come protagonisti solo i personaggi che ricorrono durante tutta la narrazione.
Protagonisti
- Lew Basnight – tormentato uomo d'ordine che vive nel rimpianto personale della moglie perduta; evitando di fare violenza alla propria coscienza, riesce comunque a mantenersi dalla parte del “bene”, rappresentata nel romanzo dai personaggi non compromessi con qualche sorta di complotto
- Yashmeen Halfcourt – eroina romantica a metà tra la femme fatale e l'agente segreto; nata russa, ridotta in schiavitù, viene acquistata da un ufficiale dell'Intelligence inglese; è donna di grandi passioni sia erotiche che sentimentali, protagonista femminile e controparte “nera” della solare Dahlia
- Dahlia (Dally) Rideout – protagonista femminile, meno tormentata e ambigua di Yashmeen; all'inizio del romanzo è una bambina di cinque anni, alla fine è la moglie di Kit Traverse; si muove sempre ai confini dell'universo dell'arte: modella per pittori, attrice di teatro, amante di artisti
- Kit Traverse – ultimo figlio maschio di Webb e Mayva, è il protagonista del romanzo per frequenza di apparizione: è presente sia nel mondo dei minatori che in quello della scienza e tecnologia, ha contatti con gli Sconfinanti e con i Compari del caso; si sposa con Dahlia, una delle due protagoniste femminili
- Scarsdale Vibe – è l'antagonista del romanzo, ha una visione ultra capitalista dei rapporti fra classi, e utilizza come scudo una coscienza religiosa che sconfina nel dogmatismo: ritenendosi un missionario del bene, è disposto a operare fuori dalla legge, fino a comandare omicidi mirati tra gli operai, e al tempo stesso si improvvisa mecenate per i figli delle sue stesse vittime

Altri personaggi principali
- Cyprian Latewood – accreditato come fidanzato di Yashmenn a Cambridge, avrà il suo momento di gloria come terzo incomodo nella relazione di lei con Reef Traverse, e svolgerà un ruolo di controspionaggio nei Balcani; prenderà i voti in un monastero bogomilo
- Merle Rideout – fotografo, impiegato, tuttofare, sposa Erlys Snidell e si prende cura come una figlia della piccola Dally
- Frank Traverse – figlio di Webb Traverse, vive la sua epopea romanzata nel Messico della rivoluzione, sfruttando la manualità con gli esplosivi acquisita per imitazione del padre
- Reef Traverse – figlio di Webb Traverse e marito di Stray, grazie alla propria esperienza in esplosivi lavorerà anche allo scavo dei tunnel ferroviari in Italia e Europa; vive una relazione appassionata con Yashmeen
- Webb Traverse – minatore e anarchico, si improvvisa dinamitardo a causa delle discriminazioni dei padroni delle miniere
- Fleetwood Vibe – figlio primogenito di Scarsdale, esploratore per vocazione
- Foley Walker – è l'uomo di Vibe fino dalla guerra di Secessione, quando accetta del denaro per sostituirlo nella coscrizione obbligatoria; vent'anni dopo la fine delle ostilità, si presenta da Scarsdale Vibe per parlargli della palla che si è presto in testa al posto suo: grazie a quel proiettile ancora nel cervello riceve voci che vogliono comunicare con Vibe.

Altri personaggi
- Mister Ace – uno degli Sconfinanti, i viaggiatori nel tempo che provengono dal futuro
- Roswell Bounce – scienziato e inventore di applicazioni pratiche alla teoria della doppia natura della luce
- Estrella Briggs (“Stray”) - moglie di Reef Traverse e poi di suo fratello Frank
- Vlado Clissan – eroe e matematico uscocco, uno degli amanti di Yashmeen
- Chick Counterfly – uno dei Compari del Caso, si imbarca sull'aeronave a seguito delle persecuzioni del Ku Klux Klan
- Clive Crouchmas – amante di Yashmeen, spasimante di Dally, coinvolto nelle manovre dei servizi segreti
- Sloat Fresno – complice di Deuce Kindred nell'assassinio di Traverse
- Auberon Halfcourt – alto ufficiale inglese, acquista Yashmeen da bambina al mercato degli schiavi, salvo allontanarla per resistere alla tentazione della sua bellezza che fioriva con l'adolescenza; lei lo ritiene il proprio “padre putativo”
- Deuce Kindred – sicario dei padroni delle miniere, sposa Lake Traverse
- Ewball Oust – compagno di avventure di Frank Traverse
- Padžitnov – Comandante dell'aeronave zarista
- Renfrew e Werfner – scienziati, uno di Cambridge e l'altro di Gottinga, in realtà sono lo sdoppiamento della stessa persona a seguito di un esperimento scientifico
- Randolph St.Cosmo – comandante dell'aeronave Inconvenience
- Erlys Snidell – moglie divorziata di Merle Rideout, madre di Dally e poi moglie/assistente di Zombini il Misterioso
- Andrea Tancredi – pittore futurista e anarchico, amante di Dally
- Lake Traverse – unica figlia femmina di Webb Traverse
- Heino Vanderjuice – professore a Yale e fisico teorico
- R. Wilshire Vibe – impresario teatrale, fratello del magnate Scarsdale Vibe
- Luca Zombini il Misterioso – prestigiatore e secondo marito di Erlys Snidell

## Temi
Una delle caratteristiche fondanti del postmoderno è la digressione; è risaputo che la trame di Thomas Pynchon spesso si riducono a impalcature sulle quali appendere grappoli di divagazioni in vaste categorie di conoscenza, e la lunghezza di “Contro il giorno” permette di dilatare i confini della narrazione sino ai limiti dello scibile. I temi ricorrenti sono spesso organizzati su dicotomie riconoscibili: utopia/totalitarismo, potere/controcultura, anarchia/capitalismo, natura/tecnologia, eros/thanatos, fino alla più classica delle categorie pynchoniane, ordine/entropia”. La critica specializzata ha individuato tre gerarchie di argomenti:
- la Luce

È come se per Pynchon la radiazione elettromagnetica possedesse ancora, negli anni che precedono il lavoro di Albert Einstein e Werner Heisenberg, e proprietà ai limiti dal magico: una variante letteraria del principio di indeterminazione di Heisenberg e della decoerenza quantistica, mentre pochi anni più tardi l'osservazione delle particelle elementari cambiò tutto. Manifestazioni della Luce si susseguono in tutta la trama, dagli effetti dell'evento di Tunguska agli esperimenti di Nikola Tesla, dall'illuminazione elettrica a Telluride alla fotografia e al cinematografo. È possibile che per Pynchon le proprietà strutturali della luce siano in relazione a quelle dello spaziotempo, campo in cui a inizio secolo la ricerca era ancora embrionale.

Intimamente legato con la Luce è un altro tema:
- il “doppio” e la “bilocazione”

La trama è puntellata di episodi in cui, in particolari condizioni, la materia e la realtà subiscono uno sdoppiamento al quale non sfugge la materia vivente: le vittime degli esperimenti del mago Zombini e il dualismo Renfrew/Werfner sono l'esempio più eclatante. La mediazione di un cristallo, lo spato d'Islanda, apre prospettive di interpretazione legate al tema del doppio. L'Itinerario Sfinciuno, metafora del labirinto della trama, è leggibile grazie a una lente di spato, e la divaricazione realtà vista/realtà interpretata è tale che a un certo punto il confine tra la Terra e l'Altra Terra sfuma percettibilmente.
- la guerra

Non è rilevante il fatto che la guerra mondiale, il cui presagio incombe su tutta la trama, si risolva in pochi sbrigativi paragrafi (forse perché si tratta di un'Altra Guerra combattuta sull'Altra Terra), perché la guerra è già nel presente: la lotta di classe tra oppressi e oppressori negli Usa, la rivoluzione messicana, le guerre balcaniche e la guerra privata dei Traverse contro i Vibe sono anticipazioni, sineddoche di quella mondiale. Questa contrapposizione netta tra buoni e cattivi appare a volte schematica, i “buoni” di Pynchon commettono omicidi e atti di terrorismo esattamente come i “cattivi”; come in un cartone animato, il bene e il male non generano problemi etici, la morte è irreale e la pura fattualità prende il posto delle motivazioni morali. E con “buoni” si intende quel “composito esercito di minatori fuorilegge, anarchici bombaroli, scienziati eretici, antesignane dell'amore libero e via dicendo” che hanno tutta l'aria di hippie ante litteram.

## Critica
L'accoglienza critica del libro non è in generale entusiasta, “sembra l'imitazione di un romanzo di Pynchon scritta da un suo accanito quanto grossolano fan sotto l'effetto di qualche stupefacente”." Dalla critica sembra emergere, nove anni dopo “Mason & Dixon” e trentatre anni dopo “L'arcobaleno della gravità”, un autore sfinito, nel migliore dei casi fuori dal tempo per la sua visione del mondo come lotta di classe. Le recensioni più favorevoli sostengono comunque che questa volta l'autore sia andato troppo oltre, sino a confondere il lettore in una complessità di costruzione barocca, giochi stilistici, allusioni che lo lasciano perso e disorientato in una “selva di segni”

Complicazioni del plot a parte, non c'è dubbio che questo lungo romanzo sia decisamente più accessibile rispetto a “L'arcobaleno della gravità” e “Mason & Dixon”; la lingua di Pynchon si è fatta più morbida e accessibile, toccando in molte pagine vette di sublime nitore. Ancora una volta l'attenzione dell'autore si mette a fuoco su uno dei punti cruciali della Storia, e la sua vocazione letteraria “massimalista” lo spinge a puntare la lente sul passaggio tra il XIX e il XX secolo, sugli effetti della seconda rivoluzione industriale: l'interesse di Pynchon per la scienza e il progresso tecnologico si è manifestato fino dagli esordi; “Contro il giorno” cavalca la cresta dell'onda di quell'enorme balzo in avanti nella conoscenza scientifica che si verificò intorno al 1900, innescato dalla concomitanza di speculazione matematica astratta (che avrebbe portato alla teoria della relatività generale e alla meccanica quantistica), capitalismo sfrenato, concorrenza mondiale fra nazioni imperialiste e puro misticismo”.

“Contro il giorno” segue una narrazione sequenziale, cronologica perché a Pynchon non interessa la digressione temporale, il flashback, bensì quella spaziale: la scrittura per slittamenti successivi, quasi impercettibili perché costruiti uno dentro l'altro, come anacoluti estesi dalla grammatica all'intera dimensione narrativa.

Nel romanzo ci sono più richiami alla teoria matematica dei quaternioni, e c'è chi ha avanzato l'ipotesi che la struttura narrativa in cinque parti sia ispirata alla nota equazione di William Rowan Hamilton sull'estensione dei numeri complessi alla quarta dimensione, {\displaystyle i^{2}=j^{2}=k^{2}=ijk=-1}, in cui ogni termine sarebbe applicabile a una delle parti.

Scrittore monumentale per quantità di argomenti, per erudizione e per produzione letteraria, Pynchon incanta e stordisce: la sua scrittura bizzarra fino a sfiorare l'incomprensibile, spesso priva di punti di riferimento per il lettore, è un salto mortale che pretende fiducia cieca, e può essere apprezzata solo con una totale sospensione dell'incredulità.